# بردن (آرکانزاس)
بردن (آرکانزاس) (به انگلیسی: Bearden, Arkansas) یک شهر در ایالات متحده آمریکا با جمعیت ۱٬۱۲۵ نفر است که در آرکانزاس واقع شده‌است.

## موقعیت جغرافیایی
موقعیت جغرافیایی شهرها و مناطق اطراف به شرح زیر است: